# 斯普拉特鯉
斯普拉特鯉（学名：Spratellicypris palata）为輻鰭魚綱鯉形目鲤科的其中一種，被IUCN列為極危保育類動物，分布於亞洲菲律賓民答那峨島拉瑙湖，為特有種，體長可達14公分，可做為食用魚。